# Обер-Ост
Обер-Ост (сокращение с нем. Das Gebiet des Oberbefehlshabers Ost) — сокращённое название оккупированной территории, находившейся в подчинении Верховного командования всеми германскими вооружёнными силами на Востоке во время Первой мировой войны.
Район подчинения Обер-Осту занимал площадь в 108 808 км² и охватывал оккупированные Гродненскую (без Брест-Литовска), Ковенскую, Курляндскую, Сувалкскую и часть Виленской губерний Российской империи.

## Система управления
К концу лета 1915 года германским и австро-венгерским войскам удалось практически полностью выбить русские войска из Польши, Курляндии, Литвы и запада Белоруссии. В условиях шедшей войны у германской стороны отсутствовали конкретные планы об аннексии этих территорий, но управление оккупированными землями — с весьма сложным в национальном и религиозном отношении населением общей численностью более 3 миллионов человек — требовало организационного оформления.
В Польше Центральные державы создали два генерал-губернаторства — Люблин (австро-венгерский) и Варшава (германский). Оккупированные земли Белоруссии, Литвы и Курляндию было решено подчинить непосредственно Верховному командованию всеми германскими вооружёнными силами на Востоке (сокращённо — Обер-Ост). Созданное управление территорией Обер-Ост преследовало исключительные военные цели — практически все чиновники оккупированных территорий были военнослужащими. Для удобства управления территория Обер-Оста в начале 1917 года была разделена на 3 административных района: Литву, Курляндию и Белосток-Гродно. Поддерживать на захваченной территории порядок и спокойствие обязаны были этапные инспекции во главе с этапными комендантами, в распоряжении которых имелись войска, а в борьбе со шпионажем им помогала полевая полиция. Для управления этапной инспекции был придан особый орган, во главе которого находился начальник администрации. Жителям Обер-Оста выдавались двуязычные паспорта.

## Внутренняя политика
Военное руководство оккупированными территориями поставило перед собой три задачи: первой было полное подчинение указанных районов новым, немецким правилам и законам; второй — полновесное использование всех ресурсов района Обер-Ост в стратегических целях Германской империи — людских, промышленных, сырьевых и т. д.; третьей — решение вопроса о присоединении этой территории к империи. Создаваемый порядок должен был отличаться от предвоенного порядка. Немецкая администрация ведала управлением торговлей и промышленностью, ремёслами, крупными земельными владениями и финансами. Обладая значительным административным ресурсом и денежными средствами, она стала важным и самостоятельным хозяйственным фактором региона. Одной из важнейших её задач было как можно более полное использование страны, в том числе и её трудовых ресурсов.
Экономическая политика оккупантов была сформулирована Э. Людендорфом (начальником штаба): «Страна должна была сама себя прокормить и принять участие в прокормлении армии и фатерлянда, а также оказать помощь в снабжении войск и вообще нашему хозяйству в обстановке войны. Наше экономическое положение вследствие экономической блокады заставляло нас так поступать». Созданное в Каунасе управление контролировало и направляло развитие внутренней ситуации в Militärstaat (Военном государстве) Ober Ost так, чтобы она в наибольшей мере соответствовала нуждам фронта.
В Обер-Осте было создано специальное отделение сообщений. Перед отделением была поставлена задача по приведению в порядок, как военного сообщения, так и устройство дорог. Прежде всего, политика в области передвижения рассматривалась в плане военного снабжения фронта. Немцы также пытались развивать добывающую промышленность — добычу торфа.
Значительный доход получался оккупационными властями за счет введения огромного количества разнообразных налогов: личный, поземельный, налог на торговлю и промышленность, налог на животных, в том числе на собак, ряд косвенных налогов и натуральных платежей. Практиковалось применение принудительного труда по устройству дорог, обработке пустующих земель, изъятие сельскохозяйственных продуктов, скота, лошадей.
Для территории Обер-Оста выпускались свои деньги (банкноты и монеты германского восточного рубля), а также почтовые марки.
Стремясь решить сложную языковую ситуацию, немецкие военно-оккупационные власти придерживались принципа одинакового отношения ко всем национальностям. Этот принцип был провозглашен в изданных Гинденбургом 22 декабря 1915 г. основных директивах, которые касались организации школьного обучения, а также в инструкции от 16 января 1916 г. Учителя были обязаны владеть немецким языком; школьники изучали немецкий язык в степени, достаточной для овладения устными и письменными формами. Во имя осуществления культурного равноправия всем национальностям Обер-Оста была разрешена культурная деятельность и издание газет на родном языке.
Германское командование Обер-Ост на указанной территории проводило и определённую культурную работу, направленную на упрочение влияния здесь Германской империи и немецкой культуры. В первую очередь, на оккупированных территориях местным населением должны были быть восприняты немецкие понятия «порядка» (Ordnung) и «дисциплины». Немецкие военнослужащие должны были восприниматься как представители руководящих органов, местные же жители обязаны были быть готовыми к исполнению приказов и выполнению работ по заданию официальных органов (так называемая Deutsche Arbeit).
Брест-Литовский мирный договор в 1918 году привел к реорганизации, когда из части Обер-Оста было выделено Балтийское герцогство, а оккупированная восточная Белоруссия была к Обер-Осту присоединена. Управление территориями Обер-Ост было упразднено в конце 1918 — начале 1919 года вместе с выводом немецких войск из оккупированных областей.